# Grand Prix-wegrace van Oostenrijk 2022
De Grand Prix-wegrace van Oostenrijk 2022 was de dertiende race van het wereldkampioenschap wegrace-seizoen 2022. De race werd verreden op 21 augustus 2022 op de Red Bull Ring nabij Spielberg, Oostenrijk.

## Uitslag

### MotoGP
| Pos | Nr | Rijder                | Constructeur | Rondes | Tijd        | Grid | Punten |
| --- | -- | --------------------- | ------------ | ------ | ----------- | ---- | ------ |
| 1   | 63 | Francesco Bagnaia     | Ducati       | 28     | 42:14.886   | 2    | 25     |
| 2   | 20 | Fabio Quartararo      | Yamaha       | 28     | +0.492      | 5    | 20     |
| 3   | 43 | Jack Miller           | Ducati       | 28     | +2.163      | 3    | 16     |
| 4   | 10 | Luca Marini           | Ducati       | 28     | +8.348      | 13   | 13     |
| 5   | 5  | Johann Zarco          | Ducati       | 28     | +8.821      | 6    | 11     |
| 6   | 41 | Aleix Espargaró       | Aprilia      | 28     | +11.287     | 9    | 10     |
| 7   | 33 | Brad Binder           | KTM          | 28     | +11.642     | 12   | 9      |
| 8   | 42 | Álex Rins             | Suzuki       | 28     | +11.780     | 11   | 8      |
| 9   | 72 | Marco Bezzecchi       | Ducati       | 28     | +16.987     | 20   | 7      |
| 10  | 89 | Jorge Martín          | Ducati       | 28     | +17.144     | 4    | 6      |
| 11  | 49 | Fabio Di Giannantonio | Ducati       | 28     | +17.471     | 10   | 5      |
| 12  | 88 | Miguel Oliveira       | KTM          | 28     | +18.035     | 17   | 4      |
| 13  | 12 | Maverick Viñales      | Aprilia      | 28     | +20.012     | 7    | 3      |
| 14  | 73 | Álex Márquez          | Honda        | 28     | +26.880     | 25   | 2      |
| 15  | 4  | Andrea Dovizioso      | Yamaha       | 28     | +29.744     | 19   | 1      |
| 16  | 44 | Pol Espargaró         | Honda        | 28     | +30.994     | 15   |        |
| 17  | 6  | Stefan Bradl          | Honda        | 28     | +37.960     | 18   |        |
| 18  | 25 | Raúl Fernández        | KTM          | 28     | +42.082     | 23   |        |
| 19  | 32 | Lorenzo Savadori      | Aprilia      | 28     | +46.666     | 24   |        |
| 20  | 87 | Remy Gardner          | KTM          | 27     | +1 ronde    | 22   |        |
| DNF | 21 | Franco Morbidelli     | Yamaha       | 25     | Ongeluk     | 16   |        |
| DNF | 40 | Darryn Binder         | Yamaha       | 12     | Ongeluk     | 21   |        |
| DNF | 30 | Takaaki Nakagami      | Honda        | 9      | Ongeluk     | 14   |        |
| DNF | 23 | Enea Bastianini       | Ducati       | 6      | Uitgevallen | 1    |        |
| DNF | 36 | Joan Mir              | Suzuki       | 0      | Ongeluk     | 8    |        |

### Moto2
| Pos | Nr | Rijder                  | Constructeur | Rondes | Tijd           | Grid | Punten |
| --- | -- | ----------------------- | ------------ | ------ | -------------- | ---- | ------ |
| 1   | 79 | Ai Ogura                | Kalex        | 25     | 39:30.070      | 1    | 25     |
| 2   | 35 | Somkiat Chantra         | Kalex        | 25     | +0.173         | 5    | 20     |
| 3   | 96 | Jake Dixon              | Kalex        | 25     | +7.854         | 4    | 16     |
| 4   | 51 | Pedro Acosta            | Kalex        | 25     | +7.960         | 6    | 13     |
| 5   | 37 | Augusto Fernández       | Kalex        | 25     | +8.037         | 3    | 11     |
| 6   | 40 | Arón Canet              | Kalex        | 25     | +9.401         | 13   | 10     |
| 7   | 21 | Alonso López            | Boscoscuro   | 25     | +12.995        | 2    | 9      |
| 8   | 23 | Marcel Schrötter        | Kalex        | 25     | +18.254        | 8    | 8      |
| 9   | 75 | Albert Arenas           | Kalex        | 25     | +20.661        | 9    | 7      |
| 10  | 52 | Jeremy Alcoba           | Kalex        | 25     | +22.227        | 19   | 6      |
| 11  | 9  | Jorge Navarro           | Kalex        | 25     | +23.443        | 17   | 5      |
| 12  | 7  | Barry Baltus            | Kalex        | 25     | +25.793        | 18   | 4      |
| 13  | 6  | Cameron Beaubier        | Kalex        | 25     | +27.788        | 11   | 3      |
| 14  | 16 | Joe Roberts             | Kalex        | 25     | +27.909        | 20   | 2      |
| 15  | 64 | Bo Bendsneyder          | Kalex        | 25     | +28.347        | 16   | 1      |
| 16  | 28 | Niccolò Antonelli       | Kalex        | 25     | +34.611        | 25   |        |
| 17  | 8  | Senna Agius             | Kalex        | 25     | +34.928        | 21   |        |
| 18  | 84 | Zonta van den Goorbergh | Kalex        | 25     | +36.314        | 24   |        |
| 19  | 42 | Marcos Ramírez          | MV Agusta    | 25     | +44.837        | 22   |        |
| 20  | 24 | Simone Corsi            | MV Agusta    | 25     | +48.602        | 27   |        |
| 21  | 33 | Rory Skinner            | Kalex        | 25     | +48.814        | 31   |        |
| 22  | 29 | Taiga Hada              | Kalex        | 25     | +59.204        | 30   |        |
| DNF | 54 | Fermín Aldeguer         | Boscoscuro   | 20     | Schade ongeluk | 12   |        |
| DNF | 13 | Celestino Vietti        | Kalex        | 18     | Schade ongeluk | 7    |        |
| DNF | 19 | Lorenzo Dalla Porta     | Kalex        | 17     | Ongeluk        | 10   |        |
| DNF | 14 | Tony Arbolino           | Kalex        | 17     | Ongeluk        | 15   |        |
| DNF | 12 | Filip Salač             | Kalex        | 10     | Ongeluk        | 14   |        |
| DNF | 18 | Manuel González         | Kalex        | 6      | Ongeluk        | 26   |        |
| DNF | 81 | Keminth Kubo            | Kalex        | 5      | Ongeluk        | 28   |        |
| DNF | 4  | Sean Dylan Kelly        | Kalex        | 5      | Ongeluk        | 29   |        |
| DNF | 61 | Alessandro Zaccone      | Kalex        | 1      | Ongeluk        | 23   |        |

### Moto3
Scott Ogden en Nicola Carraro kregen allebei een tijdstraf van drie seconden omdat zij de baanlimieten te vaak hadden overschreden.
| Pos | Nr | Rijder           | Constructeur | Rondes | Tijd           | Grid | Punten |
| --- | -- | ---------------- | ------------ | ------ | -------------- | ---- | ------ |
| 1   | 71 | Ayumu Sasaki     | Husqvarna    | 23     | 39:03.516      | 2    | 25     |
| 2   | 24 | Tatsuki Suzuki   | Honda        | 23     | +0.064         | 7    | 20     |
| 3   | 44 | David Muñoz      | KTM          | 23     | +0.292         | 16   | 16     |
| 4   | 53 | Deniz Öncü       | KTM          | 23     | +0.344         | 3    | 13     |
| 5   | 11 | Sergio García    | GasGas       | 23     | +2.453         | 11   | 11     |
| 6   | 10 | Diogo Moreira    | KTM          | 23     | +2.636         | 6    | 10     |
| 7   | 28 | Izan Guevara     | GasGas       | 23     | +3.074         | 8    | 9      |
| 8   | 96 | Daniel Holgado   | KTM          | 23     | +3.109         | 1    | 8      |
| 9   | 17 | John McPhee      | Husqvarna    | 23     | +7.474         | 18   | 7      |
| 10  | 27 | Kaito Toba       | KTM          | 23     | +7.713         | 9    | 6      |
| 11  | 48 | Iván Ortolá      | KTM          | 23     | +7.786         | 19   | 5      |
| 12  | 7  | Dennis Foggia    | Honda        | 23     | +8.855         | 5    | 4      |
| 13  | 6  | Ryusei Yamanaka  | KTM          | 23     | +8.952         | 15   | 3      |
| 14  | 43 | Xavier Artigas   | CFMoto       | 23     | +9.143         | 21   | 2      |
| 15  | 82 | Stefano Nepa     | KTM          | 23     | +9.260         | 10   | 1      |
| 16  | 20 | Lorenzo Fellon   | Honda        | 23     | +17.777        | 23   |        |
| 17  | 31 | Adrián Fernández | KTM          | 23     | +20.558        | 22   |        |
| 18  | 5  | Jaume Masiá      | KTM          | 23     | +20.597        | 12   |        |
| 19  | 54 | Riccardo Rossi   | Honda        | 23     | +20.632        | 4    |        |
| 20  | 23 | Elia Bartolini   | KTM          | 23     | +20.659        | 27   |        |
| 21  | 19 | Scott Ogden      | Honda        | 23     | +20.738        | 17   |        |
| 22  | 66 | Joel Kelso       | KTM          | 23     | +27.578        | 13   |        |
| 23  | 16 | Andrea Migno     | Honda        | 23     | +30.848        | 14   |        |
| 24  | 64 | Mario Aji        | Honda        | 23     | +31.432        | 25   |        |
| 25  | 72 | Taiyo Furusato   | Honda        | 23     | +32.067        | 20   |        |
| 26  | 9  | Nicola Carraro   | KTM          | 23     | +34.243        | 26   |        |
| 27  | 67 | Alberto Surra    | Honda        | 23     | +49.114        | 29   |        |
| 28  | 22 | Ana Carrasco     | KTM          | 23     | +49.173        | 30   |        |
| 29  | 70 | Joshua Whatley   | Honda        | 23     | +49.442        | 28   |        |
| DNF | 99 | Carlos Tatay     | CFMoto       | 9      | Schade ongeluk | 24   |        |

### MotoE
Alle motorfietsen zijn afkomstig van Energica. Alessio Finello startte de races niet na een ongeluk in de vrije trainingen op vrijdag, waarbij hij een breuk in zijn rechtervoet opliep.

#### Race 1
| Pos | Nr | Rijder             | Rondes | Tijd        | Grid | Punten |
| --- | -- | ------------------ | ------ | ----------- | ---- | ------ |
| 1   | 51 | Eric Granado       | 7      | 11:55.313   | 1    | 25     |
| 2   | 77 | Dominique Aegerter | 7      | +1.271      | 5    | 20     |
| 3   | 71 | Miquel Pons        | 7      | +1.797      | 8    | 16     |
| 4   | 78 | Hikari Okubo       | 7      | +3.369      | 12   | 13     |
| 5   | 4  | Héctor Garzó       | 7      | +3.589      | 10   | 11     |
| 6   | 17 | Álex Escrig        | 7      | +3.619      | 9    | 10     |
| 7   | 21 | Kevin Zannoni      | 7      | +3.904      | 4    | 9      |
| 8   | 40 | Jordi Torres       | 7      | +4.634      | 11   | 8      |
| 9   | 12 | Javier Forés       | 7      | +11.745     | 14   | 7      |
| 10  | 34 | Kevin Manfredi     | 7      | +11.911     | 13   | 6      |
| 11  | 6  | María Herrera      | 7      | +14.111     | 15   | 5      |
| 12  | 70 | Marc Alcoba        | 7      | +14.245     | 17   | 4      |
| 13  | 18 | Xavier Cardelús    | 7      | +16.888     | 7    | 3      |
| 14  | 11 | Matteo Ferrari     | 7      | +38.622     | 3    | 2      |
| DNF | 27 | Mattia Casadei     | 6      | Ongeluk     | 2    |        |
| DNF | 7  | Niccolò Canepa     | 3      | Uitgevallen | 6    |        |
| DNF | 38 | Bradley Smith      | 0      | Ongeluk     | 16   |        |
| DNS | 72 | Alessio Finello    | 0      | Blessure    |      |        |

#### Race 2
Bradley Smith startte de race niet na een ongeluk in de eerste race, waarbij hij een breuk in zijn linkervoet opliep.
| Pos | Nr | Rijder             | Rondes | Tijd        | Grid | Punten |
| --- | -- | ------------------ | ------ | ----------- | ---- | ------ |
| 1   | 51 | Eric Granado       | 7      | 11:54.464   | 1    | 25     |
| 2   | 71 | Miquel Pons        | 7      | +0.248      | 8    | 20     |
| 3   | 77 | Dominique Aegerter | 7      | +0.428      | 5    | 16     |
| 4   | 27 | Mattia Casadei     | 7      | +0.482      | 2    | 13     |
| 5   | 17 | Álex Escrig        | 7      | +2.641      | 9    | 11     |
| 6   | 18 | Xavier Cardelús    | 7      | +2.769      | 7    | 10     |
| 7   | 78 | Hikari Okubo       | 7      | +3.082      | 12   | 9      |
| 8   | 4  | Héctor Garzó       | 7      | +3.311      | 10   | 8      |
| 9   | 11 | Matteo Ferrari     | 7      | +3.952      | 3    | 7      |
| 10  | 40 | Jordi Torres       | 7      | +4.455      | 11   | 6      |
| 11  | 34 | Kevin Manfredi     | 7      | +5.469      | 13   | 5      |
| 12  | 7  | Niccolò Canepa     | 7      | +5.785      | 6    | 4      |
| 13  | 21 | Kevin Zannoni      | 7      | +6.534      | 4    | 3      |
| 14  | 6  | María Herrera      | 7      | +7.403      | 15   | 2      |
| 15  | 70 | Marc Alcoba        | 7      | +7.911      | 16   | 1      |
| DNF | 12 | Javier Forés       | 0      | Uitgevallen | 14   |        |
| DNS | 38 | Bradley Smith      | 0      | Blessure    |      |        |
| DNS | 72 | Alessio Finello    | 0      | Blessure    |      |        |

## Tussenstanden na wedstrijd

### MotoGP
| Pos | Nr | Rijder            | Team    | Punten |
| --- | -- | ----------------- | ------- | ------ |
| 1   | 20 | Fabio Quartararo  | Yamaha  | 200    |
| 2   | 41 | Aleix Espargaró   | Aprilia | 168    |
| 3   | 63 | Francesco Bagnaia | Ducati  | 156    |
| 4   | 5  | Johann Zarco      | Ducati  | 125    |
| 5   | 43 | Jack Miller       | Ducati  | 123    |

### Moto2
| Pos | Nr | Rijder            | Team  | Punten |
| --- | -- | ----------------- | ----- | ------ |
| 1   | 79 | Ai Ogura          | Kalex | 183    |
| 2   | 37 | Augusto Fernández | Kalex | 182    |
| 3   | 13 | Celestino Vietti  | Kalex | 156    |
| 4   | 40 | Arón Canet        | Kalex | 137    |
| 5   | 16 | Joe Roberts       | Kalex | 108    |

### Moto3
| Pos | Nr | Rijder        | Team      | Punten |
| --- | -- | ------------- | --------- | ------ |
| 1   | 11 | Sergio García | GasGas    | 193    |
| 2   | 28 | Izan Guevara  | GasGas    | 188    |
| 3   | 7  | Dennis Foggia | Honda     | 144    |
| 4   | 71 | Ayumu Sasaki  | Husqvarna | 138    |
| 5   | 5  | Jaume Masiá   | KTM       | 127    |

### MotoE
| Pos | Nr | Rijder             | Punten |
| --- | -- | ------------------ | ------ |
| 1   | 77 | Dominique Aegerter | 194    |
| 2   | 51 | Eric Granado       | 176,5  |
| 3   | 11 | Matteo Ferrari     | 121,5  |
| 4   | 71 | Miquel Pons        | 115    |
| 5   | 27 | Mattia Casadei     | 111    |

1927 · 1928 · 1929 · 1930 · 1947 · 1948 · 1950 · 1951 · 1952 · 1953 · 1954 · 1955 · 1956 · 1957 · 1958 · 1959 · 1960 · 1961 · 1962 · 1963 · 1964 · 1965 · 1966 · 1967 · 1968 · 1969 · 1970 · 1971 · 1972 · 1973 · 1974 · 1975 · 1976 · 1977 · 1978 · 1979 · 1981 · 1982 · 1983 · 1984 · 1985 · 1986 · 1987 · 1988 · 1989 · 1990 · 1991 · 1993 · 1994 · 1996 · 1997 · 2016 · 2017 · 2018 · 2019 · 2020 · 2021 · 2022 · 2023 · 2024 · 2025